# Ulrich Fistill
Ulrich Fistill (* 22. September 1967 in Bruneck) ist ein italienischer römisch-katholischer Theologe und Hochschullehrer.

## Leben
Fistill ist in Stern im Gadertal in Südtirol aufgewachsen. Er besuchte von 1981 bis 1986 das Vinzentinum in Brixen. Die Matura legte er 1986 am staatlichen Lyzeum in Bruneck ab. Von 1986 bis 1991 studierte er Theologie an der Universität Wien und der PTH Brixen, an der er 1991 das Diplom und Bakkalaureat ablegte. Den Magister der Theologie legte er 1992 an der Universität Innsbruck ab. Nach der Priesterweihe am 27. Juni 1992 in Brixen war er von 1992 bis 1994 Kooperator/Pfarrvikar in St. Ulrich in Gröden. Anschließend studierte von 1994 bis 2002 die Hl. Schrift (Altes Testament) am Pontificio Istituto Biblico in Rom. Er war Student des Pontificium Institutum Teutonicum Santa Maria dell’Anima (Vizerektor 1999/2000) und in Jerusalem 1995/1996. Das Lizenziat in Bibelwissenschaften erlangte er 1997, 2003 wurde er mit der Dissertation Israel und das Ostjordanland: Untersuchungen zur Komposition von Num 21,21 - 36,13 im Hinblick auf die Entstehung des Buches Numeri promoviert.
Fistill wirkte 2002 und 2003 als Lehrbeauftragter für Altes Testament an der PTH Brixen Brixen. Von 2002 bis 2003 war er Kooperator in Schlanders, von 2002 bis 2006 Beauftragter für die Aus- und Weiterbildung der Priester und der im kirchlichen Dienst stehenden Laien. In dieser Zeit war er außerdem von 2003 bis 2009 Pfarrseelsorger in Albeins und Sarns. Eine Stelle als außerordentlicher Professor für Altes Testament erhielt er 2003 an der Hochschule in Brixen. Von 2008 bis 2014 war er Direktor der Brixner Theologischen Kurse. Zum ordentlichen Professor für Altes Testament, zum Kanonikus am Brixner Dom und zum Direktor der Bibliothek der Philosophisch-Theologischen Hochschule Brixen wurde er 2009 ernannt. Von 2015 bis 2019 leitete er als Dekan die PTH Brixen, 2019 bis 2021 war er deren Prodekan. Dem Brixner Domkapitel steht er seit 2011 als Domdekan vor.
Fistill ist geistlicher Rektor der Cusanus-Akademie in Brixen sowie Ordenskaplan der Südtiroler Delegation und Ehrenkonventualkaplan des Malteserordens.

## Ehrungen und Auszeichnungen
- 2017: Aufnahme in die Bruderschaft von Santa Maria dell’Anima („Animabruderschaft“)

## Schriften (Auswahl)
- Israel und das Ostjordanland. Untersuchungen zur Komposition von Num 21,21 - 36,13 im Hinblick auf die Entstehung des Buches Numeri (= Österreichische biblische Studien. Band 30). Lang, Frankfurt am Main/Berlin/Bern/Brüssel/New York/Oxford 2007, ISBN 3-631-55891-0 (zugleich Dissertation, Gregoriana 2003).
- als Herausgeber mit Martin M. Lintner und Jörg Ernesti: Heilige Kirche – Sündige Kirche. Chiesa santa – Chiesa di peccatori. Hauptband (= Brixner Theologisches Jahrbuch. Band 1). Weger, Brixen/Innsbruck 2011, ISBN 978-88-6563-009-9.
- als Herausgeber mit Martin M. Lintner und Jörg Ernesti: Heilige Kirche – Sündige Kirche. Chiesa santa – Chiesa di peccatori. Beiheft (= Brixner Theologisches Jahrbuch. Band 1). Weger/Tyrolia, Brixen/Innsbruck 2011, ISBN 978-88-6563-010-5.
- als Herausgeber mit Martin M. Lintner und Jörg Ernesti: Orte des Glaubens. Christsein zwischen Beheimatung und Heimatlosigkeit – Gli spazi della fede. Essere cristiani tra sentirsi a casa e spaesamento. Hauptband (= Brixner Theologisches Jahrbuch. Band 2). Weger/Tyrolia, Brixen/Innsbruck 2012, ISBN 978-88-6563-041-9.
- als Herausgeber mit Martin M. Lintner und Jörg Ernesti: Orte des Glaubens. Christsein zwischen Beheimatung und Heimatlosigkeit – Gli spazi della fede. Essere cristiani tra sentirsi a casa e spaesamento. Beiheft (= Brixner Theologisches Jahrbuch. Band 2). Weger/Tyrolia, Brixen/Innsbruck 2012, ISBN 978-88-6563-042-6.
- als Herausgeber mit Martin M. Lintner und Jörg Ernesti: Im Angesicht der Krise. Theologische Perspektiven – Di fronte alla crisi. Uno sguardo credente (= Brixner Theologisches Jahrbuch. Band 4). Weger/Tyrolia, Brixen/Innsbruck 2014, ISBN 3-7022-3352-0.
- als Herausgeber mit Martin M. Lintner und Jörg Ernesti: Erben der Gewalt. Zum Umgang mit Unrecht, Leid und Krieg – Eredi della violenza. Sulle problematiche di ingiustizia, dolore e guerra (= Brixner Theologisches Jahrbuch. Band 5). Weger/Tyrolia, Brixen/Innsbruck 2015, ISBN 3-7022-3456-X.